# Шарма, Дейв
Девананд Шарма (англ. Devanand Sharma), более известный как Дейв Шарма (англ. Dave Sharma; род. 1975, Ванкувер) — австралийский дипломат и бизнесмен. В 2010—2012 годах — глава международного отдела Аппарата премьер-министра и кабинета министров, в 2012-13 годах — заместитель министра иностранных дел и торговли. В 2013—2017 годах занимал должность посла Австралии в Израиле: в этой должности был самым молодым австралийским послом за всю историю страны. В 2018 году, после ухода с дипломатической службы, занялся предпринимательской деятельностью.

## Ранняя жизнь и образование
Дейв Шарма родился в 1975 году в канадском Ванкувере. Его отец — индиец, переехавший в Канаду из Тринидада и Тобаго, куда дед Шармы эмигрировал из Индии, с территории нынешнего штата Уттар-Прадеш в 1908 году. Мать — гражданка Австралии родом из Сиднея. В 1979 семья переехала из Канады в Австралию и поселилась в Туррамурре, одном из пригородов Сиднея.
В 1993 году Шарма окончил государственную школу Turramurra High School, получив аттестат о среднем образовании с наивысшим вступительным баллом и заняв по этому показателю первое место среди всех выпускников государственных средних школ штата Новый Южный Уэльс 1993 года.
В период с 1994 по 1997 год Шарма учился в Кембриджском университете, где получил сначала степень бакалавра, а затем — степень магистра искусств. Первоначально он занимался изучением естественных наук, но в 1995 году резко изменил профиль обучения, переведясь на юридический факультет, который с отличием окончил в 1997 году.Вернувшись в Сидней, он получил медицинское образование в Сиднейской школе медицины, входящей в структуру Сиднейского университета, а затем получил степень магистра в области международных отношений в Университете Дикина.

## Профессиональная деятельность
Карьеру в Министерстве иностранных дел и торговли Австралии Шарма начал в 1999 году. Его первой зарубежной миссией стала работа в составе Международной мониторинговой группы на острове Бугенвиль, откуда он позднее был переведен в австралийское посольство в Папуа-Новой Гвинее на должность третьего секретаря. С 2004 по 2006 он был советником министра иностранных дел Александра Даунера, отвечавшим за юридические вопросы и взаимодействие с парламентом. В 2006 году был командирован в австралийское посольство в США на должность советника,занимался вопросами противодействия терроризму.
После возвращения из Вашингтона с 2010 по 2012 год возглавлял международный отдел в аппарате премьер-министра и кабинета министров Австралии. В этом качестве он участвовал в ряде крупных международных мероприятий, включая саммиты Большой двадцатки и саммиты стран Восточной Азии, встречи глав правительств стран Содружества наций, а также в переговорах премьер-министра Джулии Гиллард с президентом США Бараком Обамой, посетившим Австралию в 2011 году.
С 2012 по 2013 год Шарма занимал должность заместителя министра иностранных дел и торговли, курируя в этом качестве отношения со странами Африки. В этот период он посетил ряд африканских государств. В частности, в ноябре 2012 года в Нигерии он провел переговоры с руководством Министерства иностранных дел Нигерии, советником президента по вопросам национальной безопасности, а также с рядом должностных лиц ЭКОВАС.
В мае 2013 года Шарма был назначен послом Австралии в Израиле. Церемония вручения верительных грамот президенту Израиля Шимону Пересу состоялась 8 августа 2013 года. Назначение на этот пост сделало 37-летнего Шарму самым молодым послом Австралии за всю историю, а также вторым послом этой страны, имеющим индийские корни.
По оценкам австралийских СМИ, годы пребывания Шармы в Тель-Авиве стали одним из наиболее динамичных и продуктивных периодов в австралийско-израильских отношениях. Возглавляя посольство, он способствовал развитию сотрудничества двух стран в торгово-экономической, научно-технологической, гуманитарной и других сферах. При этом Шарме приходилось уделять особое внимание решению вопросов, связанных с обеспечением безопасности дипмиссии, которые приобрели особую актуальность в условиях резкого обострения израильско-палестинских отношений, в частности, в период проведения операции «Нерушимая скала».
В июне 2017 года Шарма был освобожден от должности посла, после чего покинул дипломатическую службу.
В январе 2018 года Шарма вошел в совет директоров сиднейского подразделении холдинга Kelly+Partners. В этой структуре он курирует вопросы инноваций и взаимодействия с органами государственной власти.

## Личная жизнь
Шарма женат на Рейчел Лорд, которая является сотрудником Министерства иностранных дел и торговли. В браке у Дейва и Рейчел родилось трое дочерей.